# Agarista (plant)
Agarista is een geslacht uit de heidefamilie (Ericaceae) en bevat de volgende soorten:
- Agarista albiflora
- Agarista anastomosans
- Agarista angustissima
- Agarista boliviensis
- Agarista bracamorensis
- Agarista buxifolia
- Agarista chapadensis
- Agarista chlorantha
- Agarista cordifolia
- Agarista coriifolia
- Agarista duartei
- Agarista duckei
- Agarista ericoides
- Agarista eriophylla
- Agarista eucalyptoides
- Agarista glaberrima
- Agarista ilicifolia
- Agarista itatiaiae
- Agarista mexicana
- Agarista minensis
- Agarista multiflora

- Agarista neriifolia
- Agarista niederleinii
- Agarista nummularia
- Agarista oleifolia
- Agarista paraguayensis
- Agarista pistrix
- Agarista pohlii
- Agarista populifolia
- Agarista pulchella
- Agarista pulchra
- Agarista pyrifolia
- Agarista revoluta
- Agarista salicifolia
- Agarista serrulata
- Agarista sleumeri
- Agarista sprengelii
- Agarista subcordata
- Agarista subrotunda
- Agarista uleana
- Agarista villarrealana
- Agarista virgata

... · 
Acrothamnus · 
Acrotriche · 
Agapetes · 
Agarista · 
Andersonia · 
Andromeda · 
Arbutus · 
Arctostaphylos · 
Calluna · 
Cassiope · 
Chimaphila · 
Daboecia · 
Dracophyllum · 
Empetrum · 
Enkianthus · 
Erica (Dophei) · 
Kalmia · 
Leptecophylla · 
Moneses · 
Monotropa · 
Orthilia · 
(Oxycoccus (Veenbes)) · 
Pieris · 
Pyrola (Wintergroen) · 
Rhododendron (Rododendron) · 
Vaccinium (Bosbes) . 
Woollsia . 
...